# Castelul Lázár

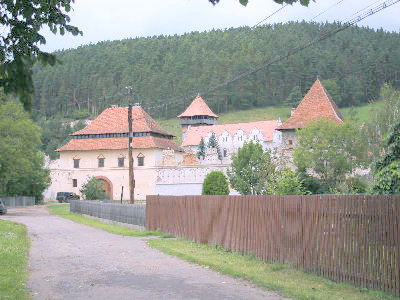
Castelul Lázár

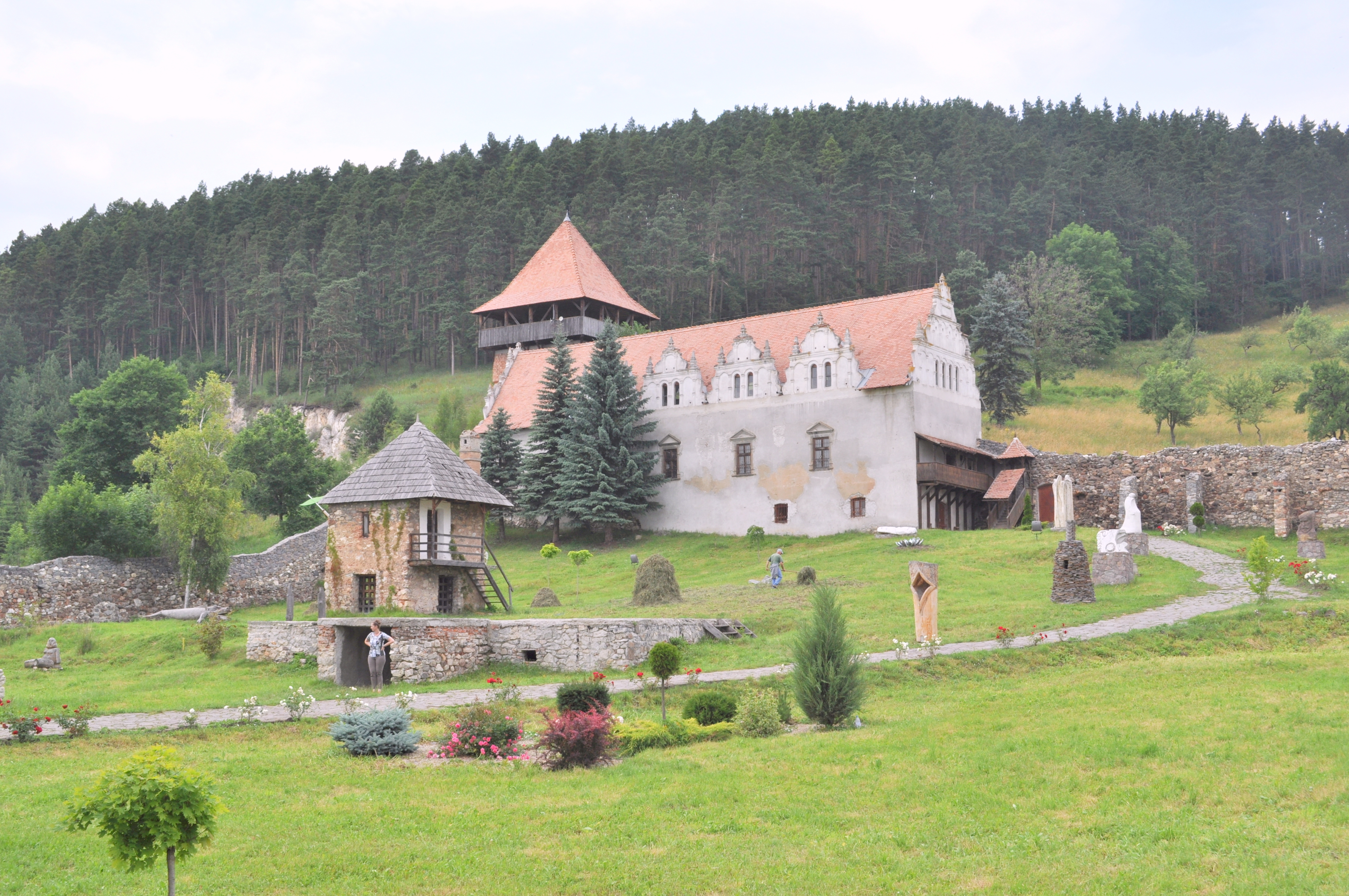
Castelul contelui Lázár din Lăzarea, județul Harghita, foto: iulie 2011.

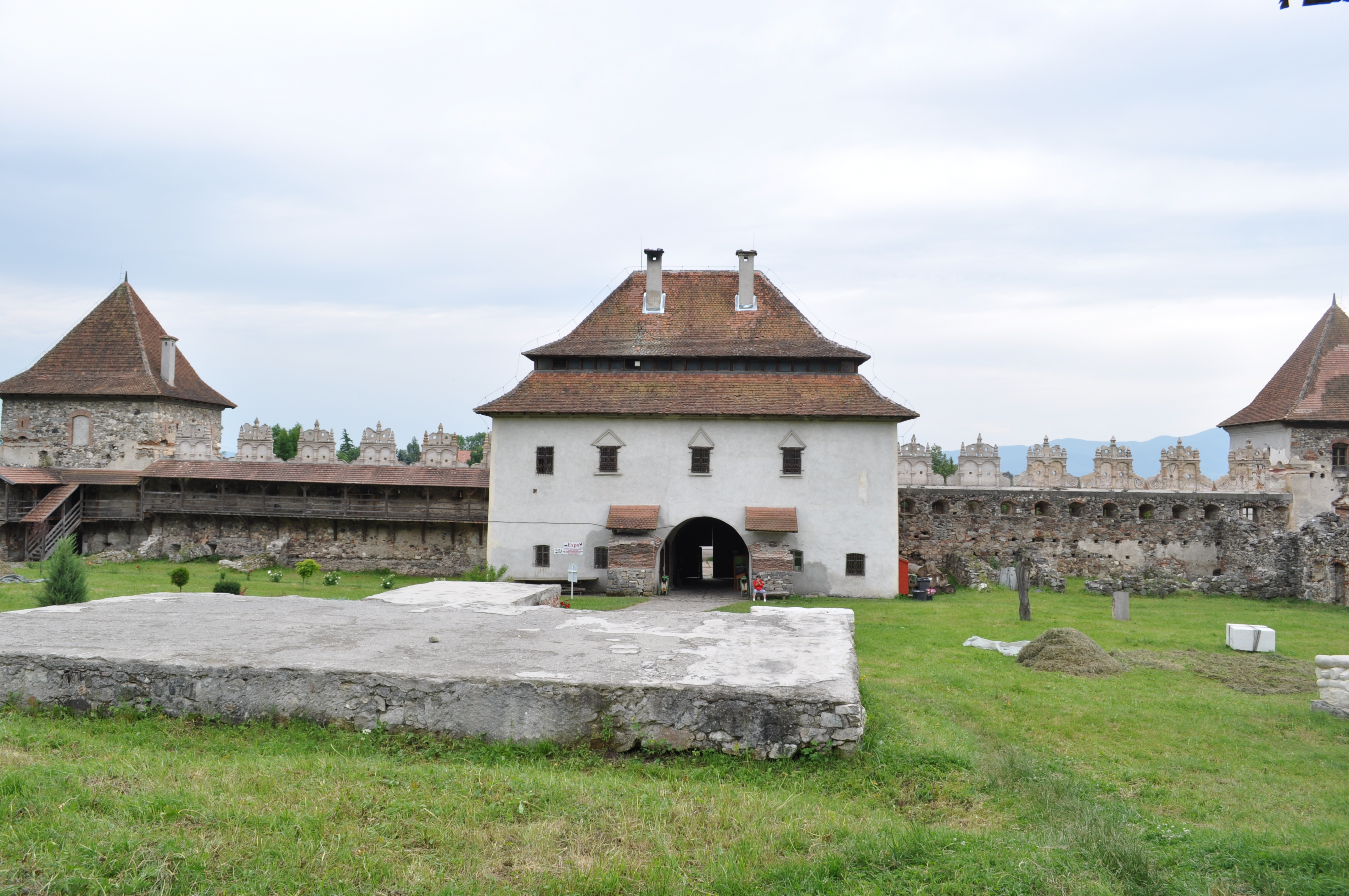
Zidul de incintă, corpul porții și două dintre bastioane, foto: iulie 2011.

Castelul Lázár (în maghiară Lázár-kastély), este un castel construit într-o combinație de stiluri: romanic, gotic și renascentist în același timp, situat în comuna Lăzarea, județul Harghita, România. Cetatea poartă numele familiei Lázár, care a construit-o.
Ștefan al IV-lea Lazar, jude al scaunelor Ciuc, Gheorgheni și Cașin a fost cel care a demolat conacul medieval aflat pe proprietate, construind o clădire mai amplă refolosind unele segmente ale vechii clădiri. Cel mai vechi corp al clădirii actuale datează din 1532, restul fiind adăugate între 1631-1632. Vărul principelui a dorit încă de la început o reședință demnă de un principe care să exprime o influență a vieții politico-administrative a Principatului și a reușit să ilustreze acest aspect prin detaliile construcției: scara monumentală, bastioanele decorate cu inscripții și blazoane și cornișa pictată după stilul renascentist.
Recent, construcția a fost cercetată de către arheologi și au fost descoperite în fundațiile conacului două tracturi și un ax orientat est-vest. În ceea ce privește fațada sudică, aceasta a fost ocupată de o logie lungă de 4,6 m cu arcade, iar pereții sălilor erau pictați cu diferite figure zoomorfe și antropomorfe. Ferestrele castelului de la primul etaj au timpane triunghiulare, iar pereții sunt decorați cu bosaje de colț și frize pictate. Cea mai lungă și veche inscripție se află pe bastionul sud-vestic: “Propugnaculum istud fecit fieri Generosus Dominus Stephanus Lazar Regius Supremus Sedis Siculicalis Csik Gyrgio et Kazon. Anno Domini Millesimo Septingentesimo Trigesimo Primo 19 die Septembris”. După ridicarea zidului estic al incintei noi, în colțul nord-estic s-a ridicat brutăria și bucătăria. De aici în continuare se construiește întreg corpul nord-vestic denumit “Sala cavalerilor”, ce va găzdui la etaj sala dietelor scaunelor secuiești. Un lucru interesant este că în mijlocul curții a fost amplasată o închisoare unde stăteau întemnițații până ce se hotăra soarta lor. Rolul construcției a fost cel de a construi un ansamblu bastionar imens și unic în Transilvania cu un rol important în Principat.
Castelul familiei Lázár, trecut de partea curuților în revoluția condusă de Francisc Rákóczi a fost devastat și incendiat de Habsburgi între 1706-1707, iar cel mai afectat corp a fost cel rezidențial. Zidurile din centru s-au prăbușit și doar încăperile adosate zidului estic au rămas intacte.
După ce a redobândit încrederea casei imperiale, Francisc IV. Lázár a fost numit în 1742  jude al scaunelor Ciuc, Gheorgheni și Cașin și și-a mutat reședința din nou la Lăzarea, ridicand până în 1742 un nou corp în stil baroc numit anterior „Casa Doamnei”. Șase ani mai târziu castelul a fost din nou incendiat și după aceasta nu au mai existat reconstrucții însemnate.
În 1773 castelul a fost împărțit între cei trei membri ai familiei până la mijlocul secolului al XIX-lea, dar la momentul respectiv doar o mică parte din cetate a fost locuită. Cele mai recente cercetări privind Cetatea Lázár au fost făcute între 1963-1977 și 1982, iar în urma acestora s-a consolidat și reconstruit bastionul Roșu, “Sala cavalerilor”, bastionul ciunt din spatele acestuia, temnița, corpul porții și fațada sudică, precum și picturi din 1532.
În prezent Castelul Lázár este administrat de Centrul Județean de Creație, instituție aflată sub tutela Consiliului Județean Harghita, însă trăiesc și urmași ai familiei Lázár care îl revendică.
Ansamblul castelului Lázar figurează în noua listă a monumentelor istorice sub codul LMI:  HR-II-a-A-12854.

## Imagini

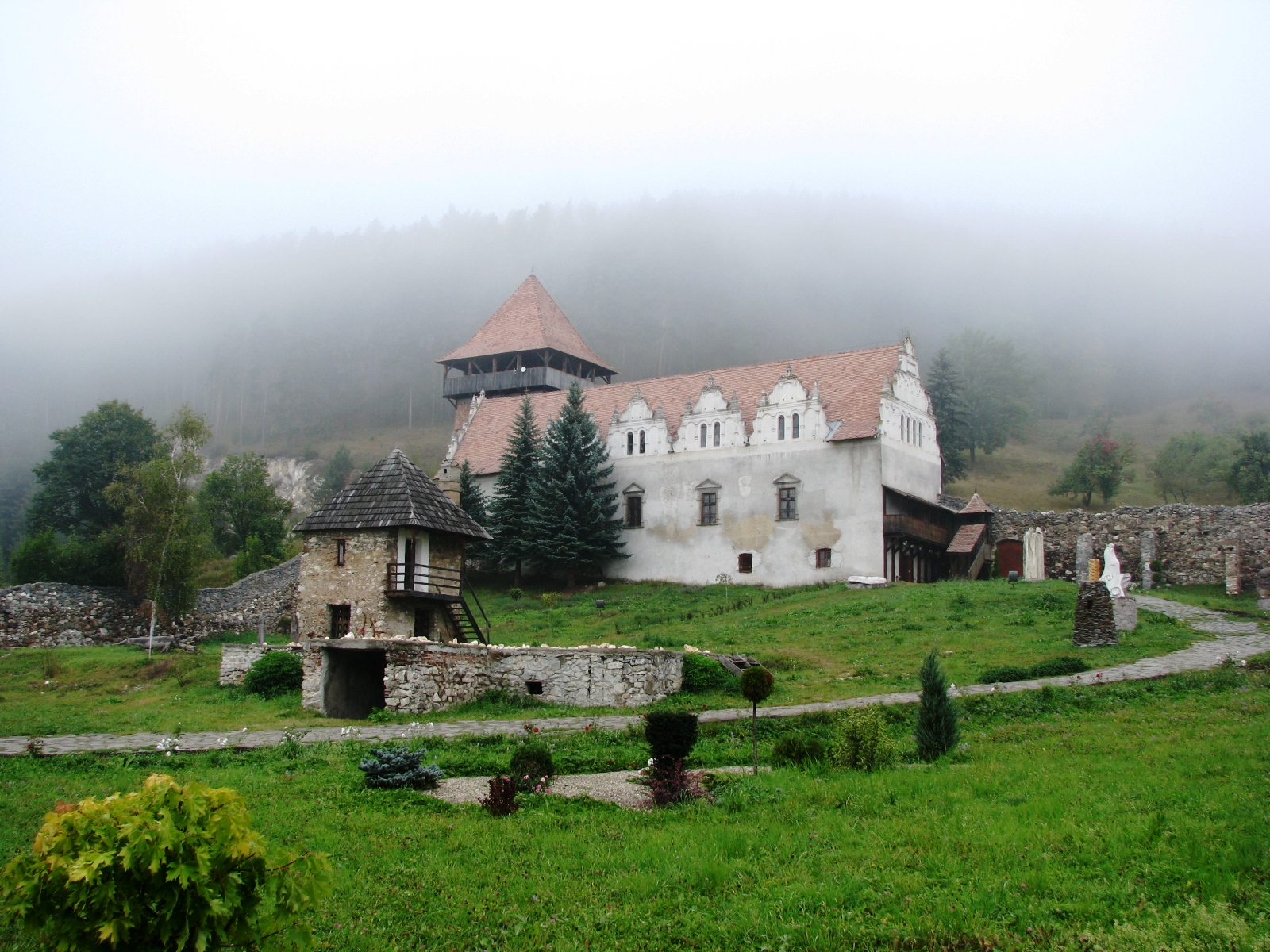
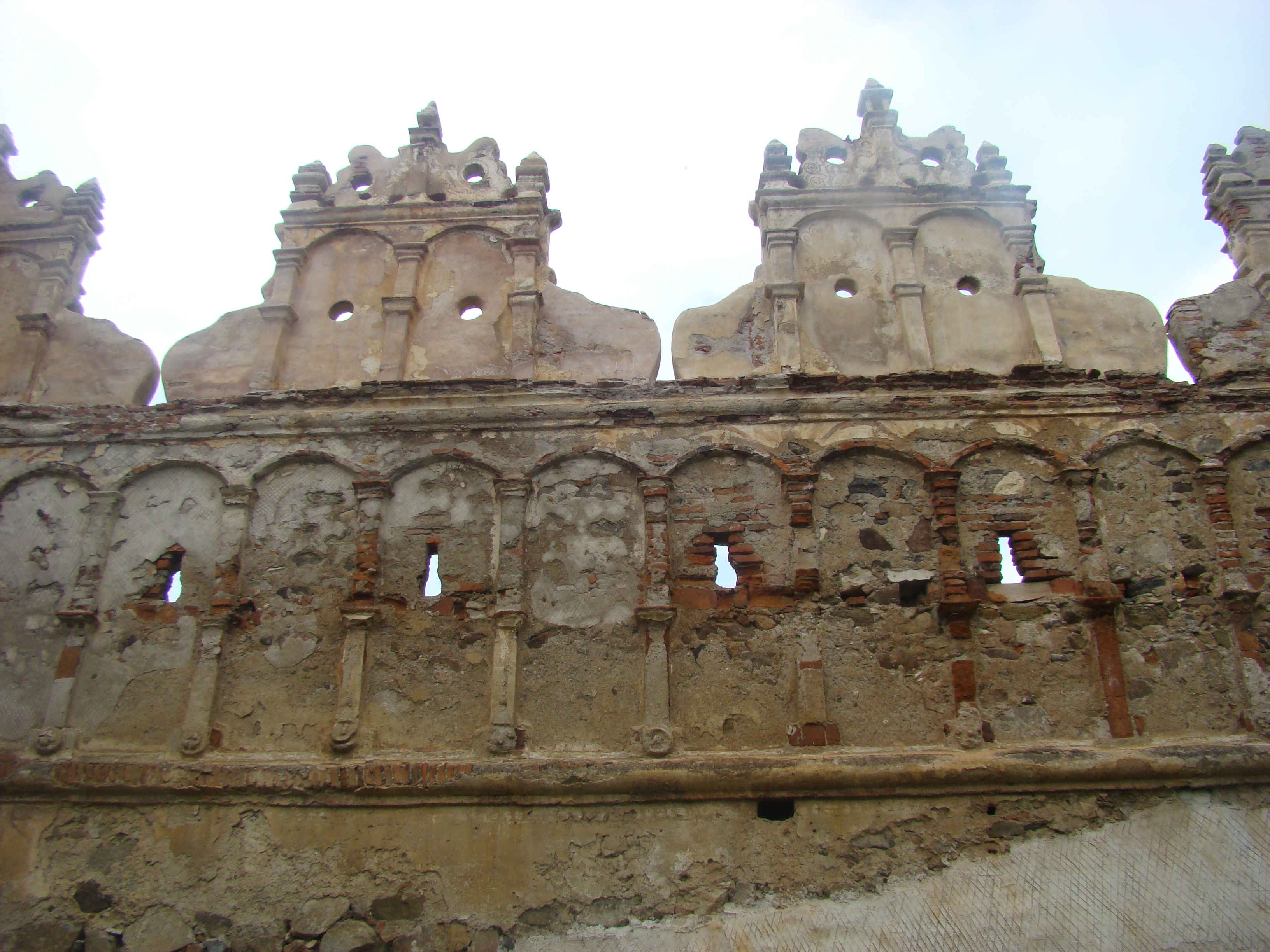
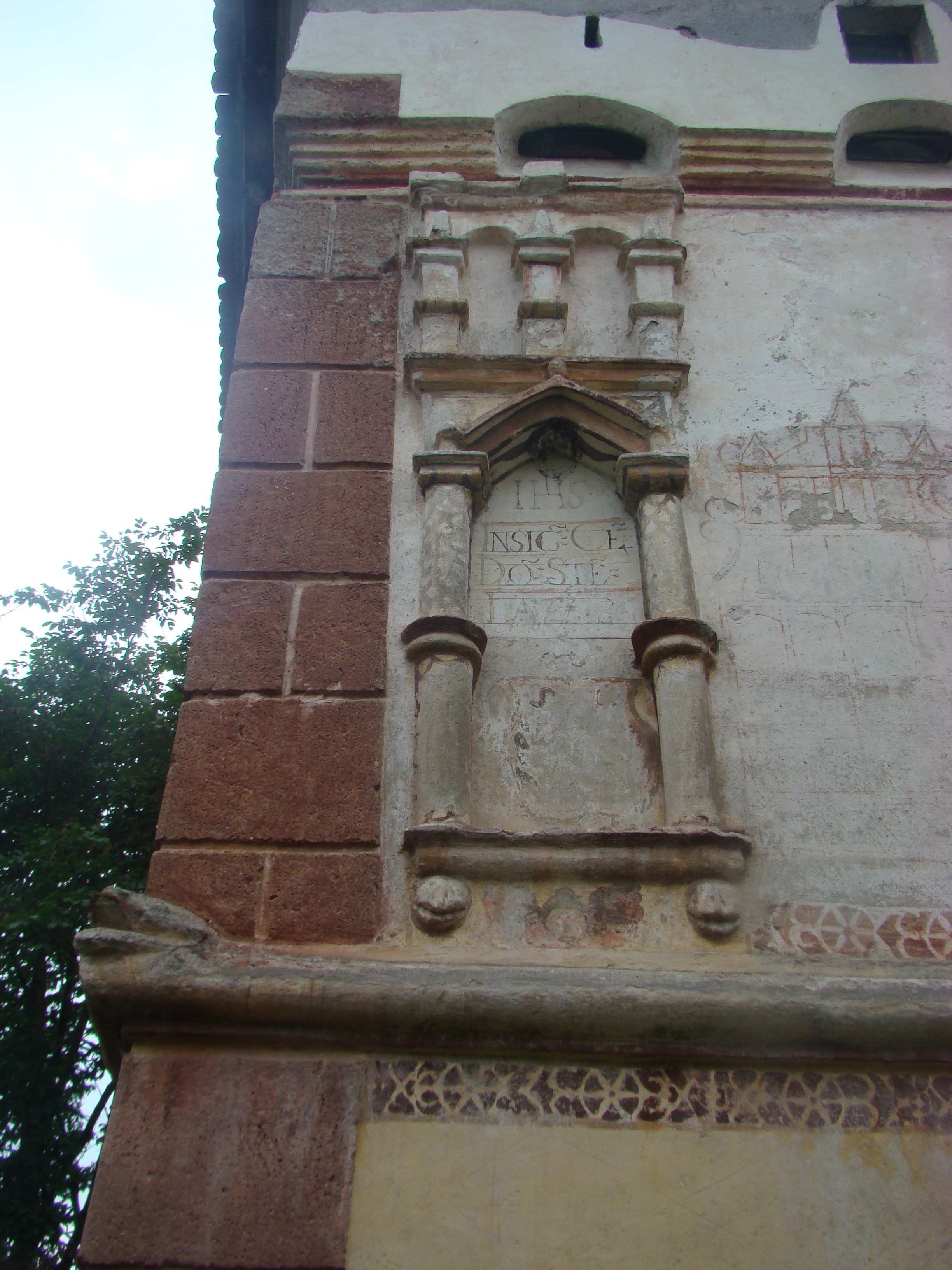
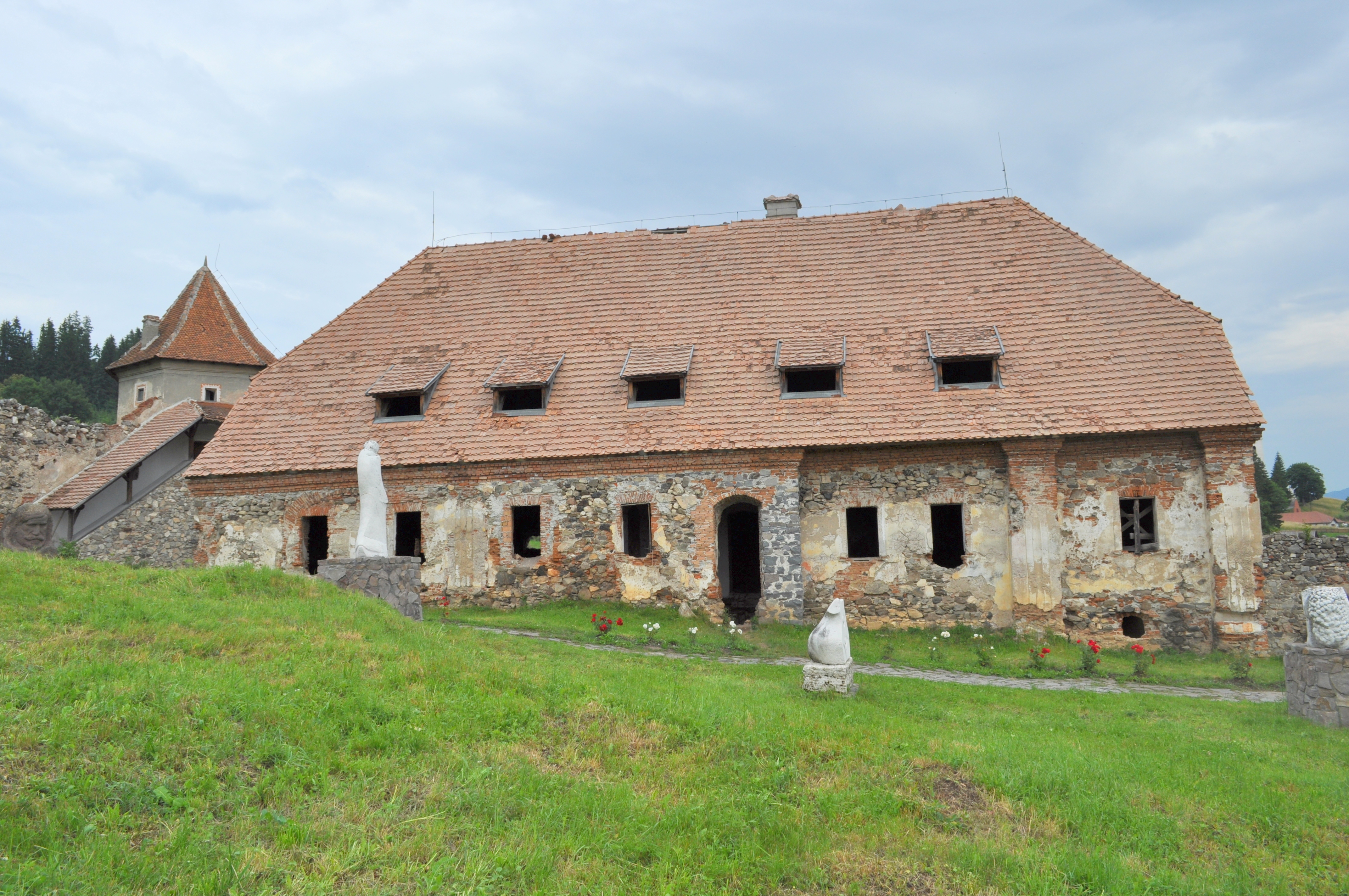
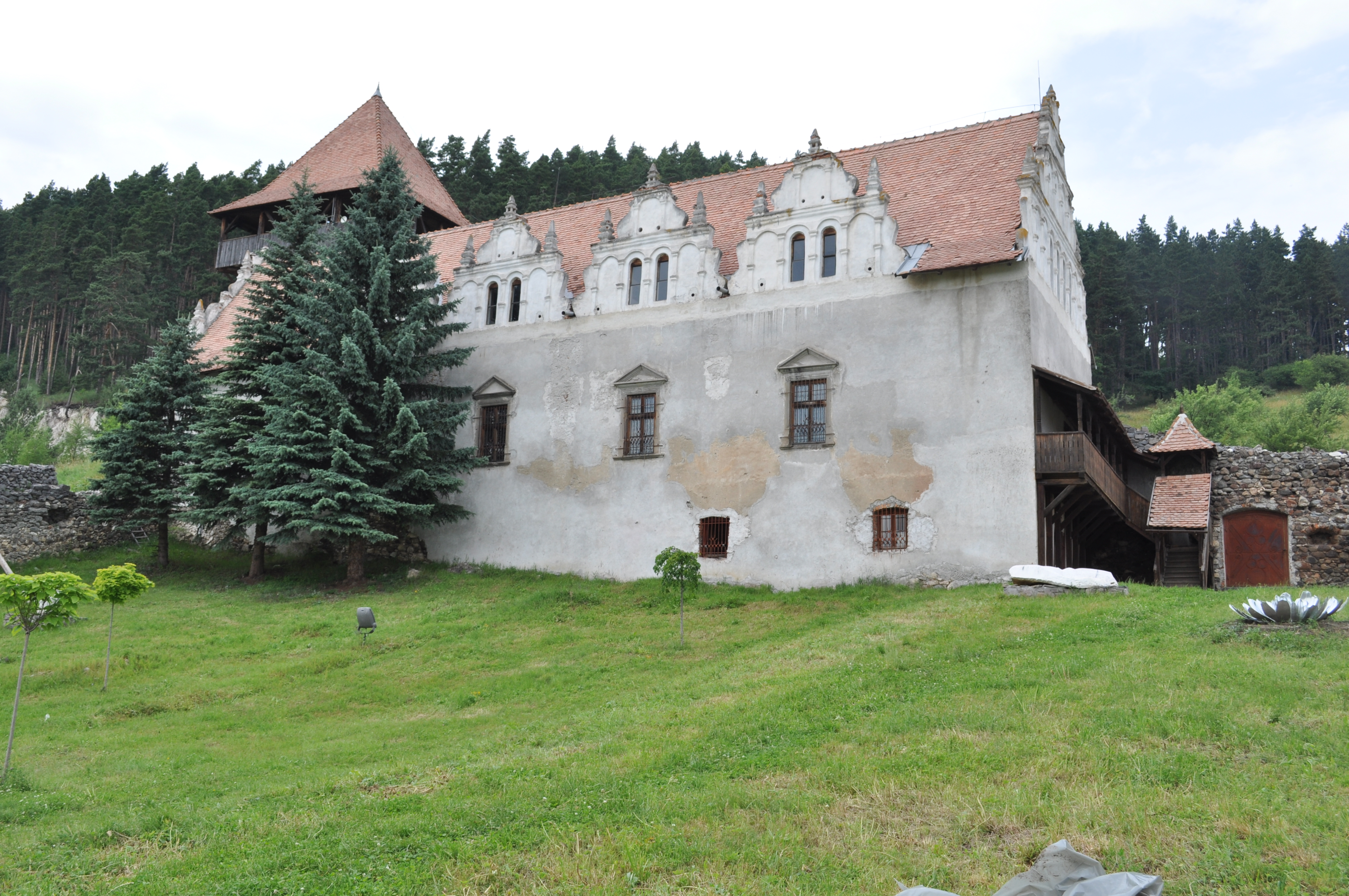
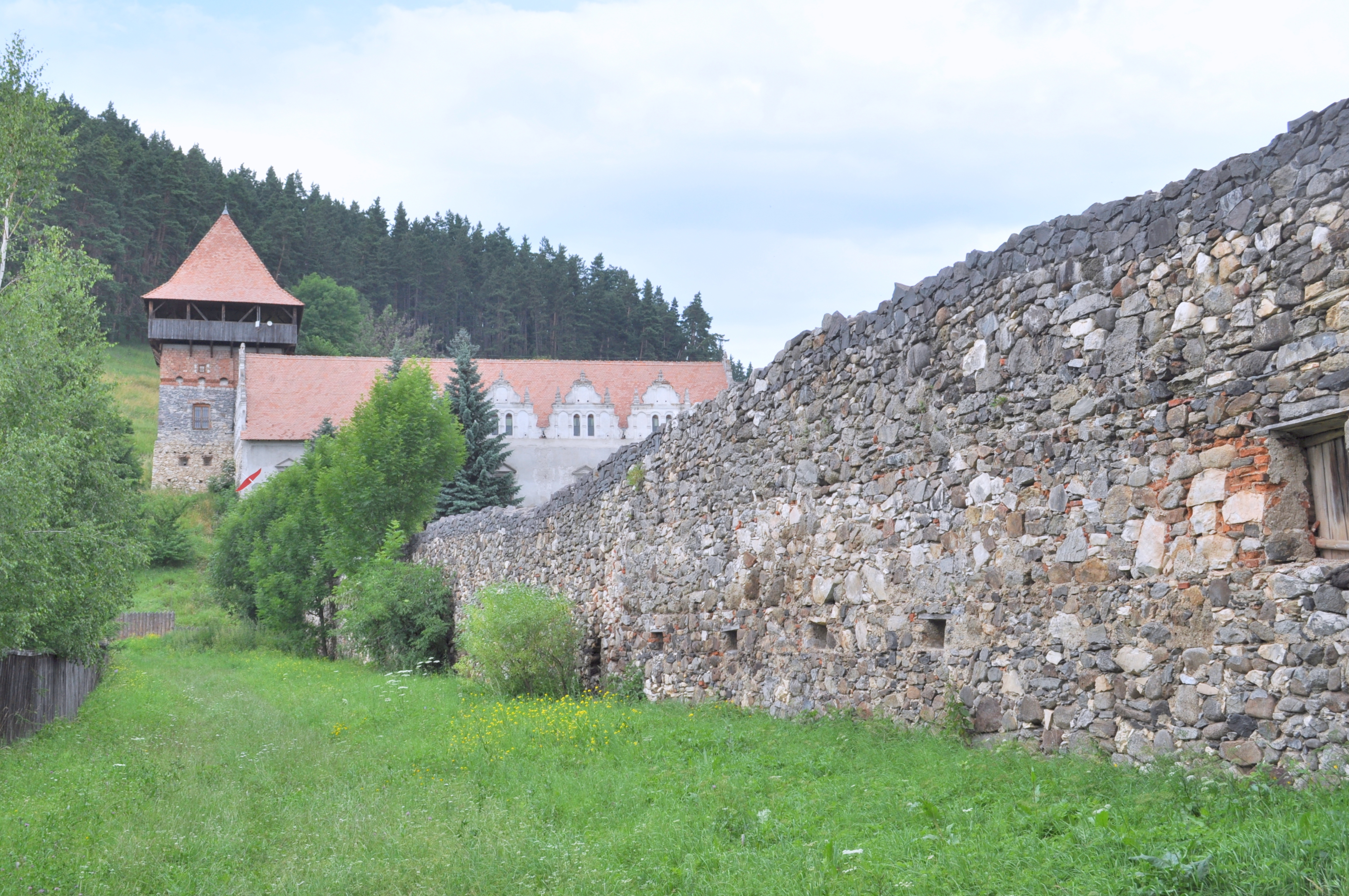
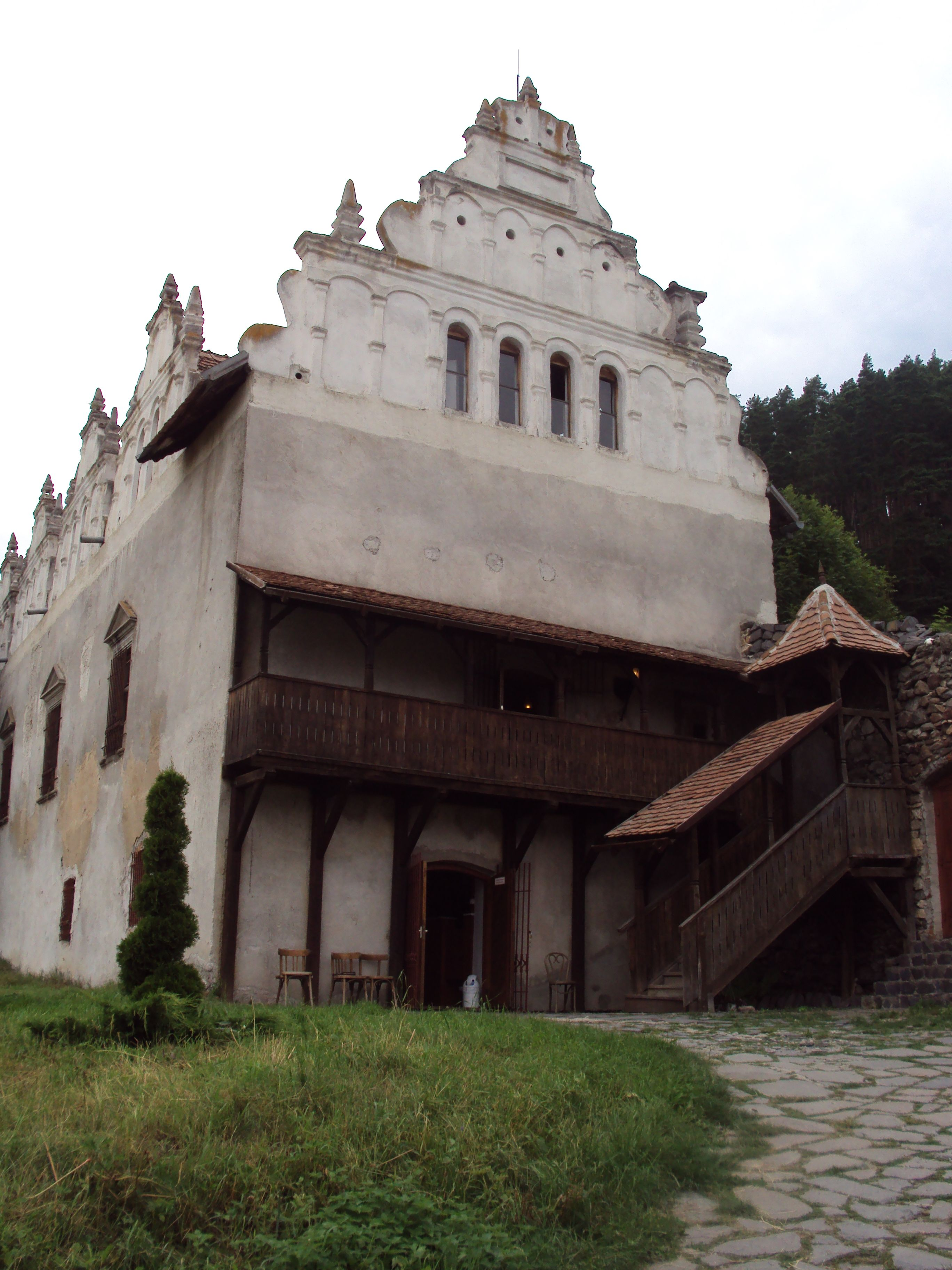
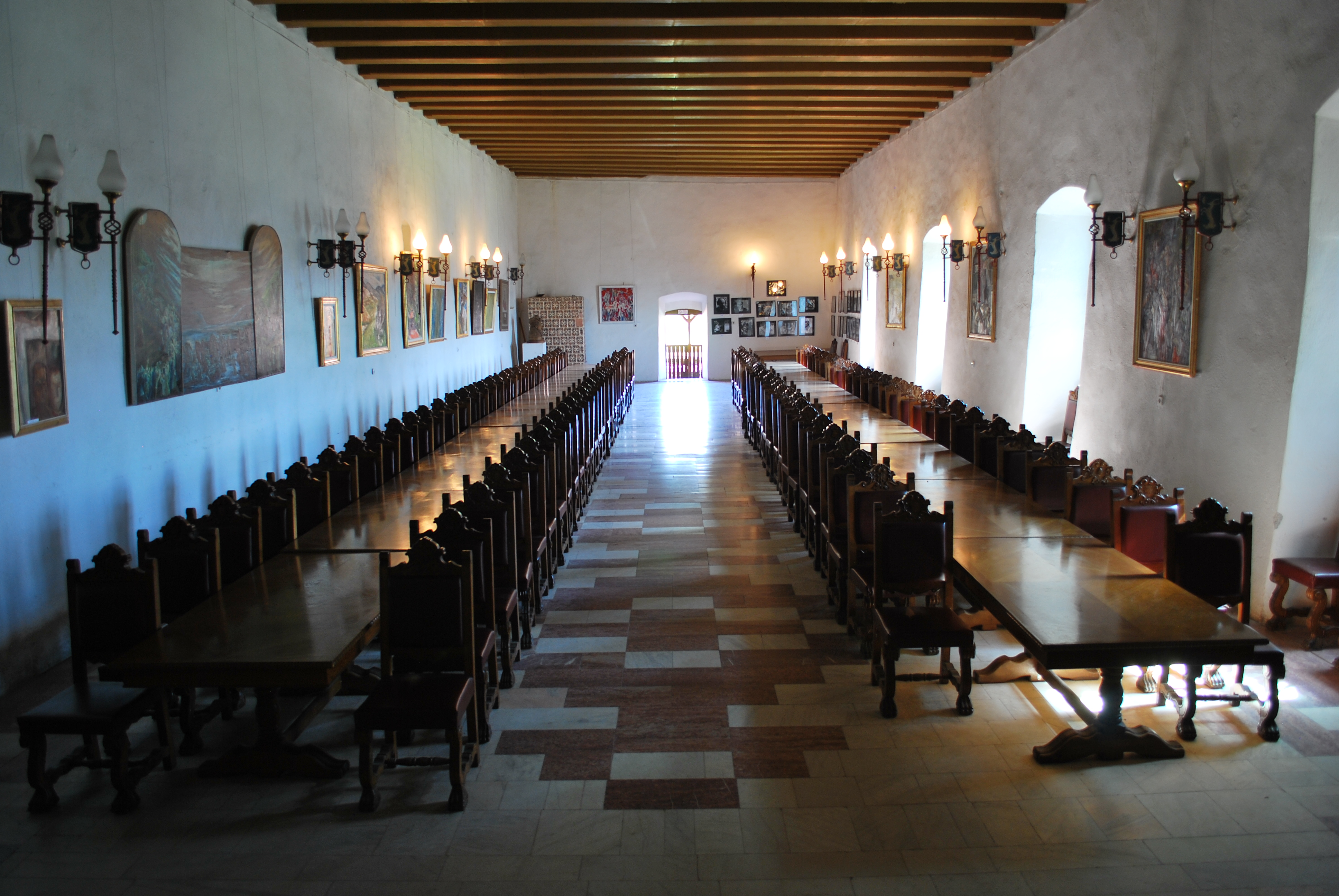
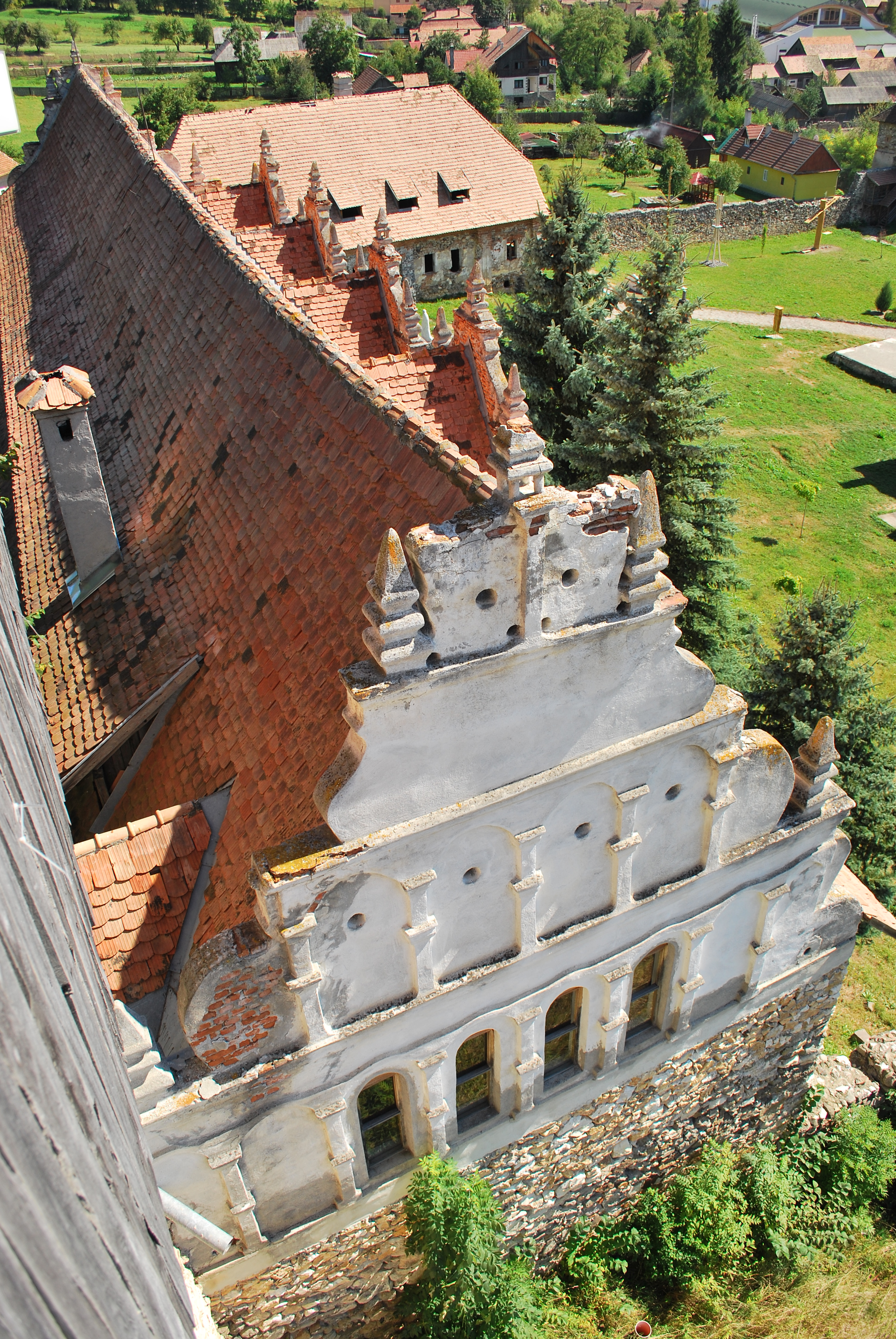
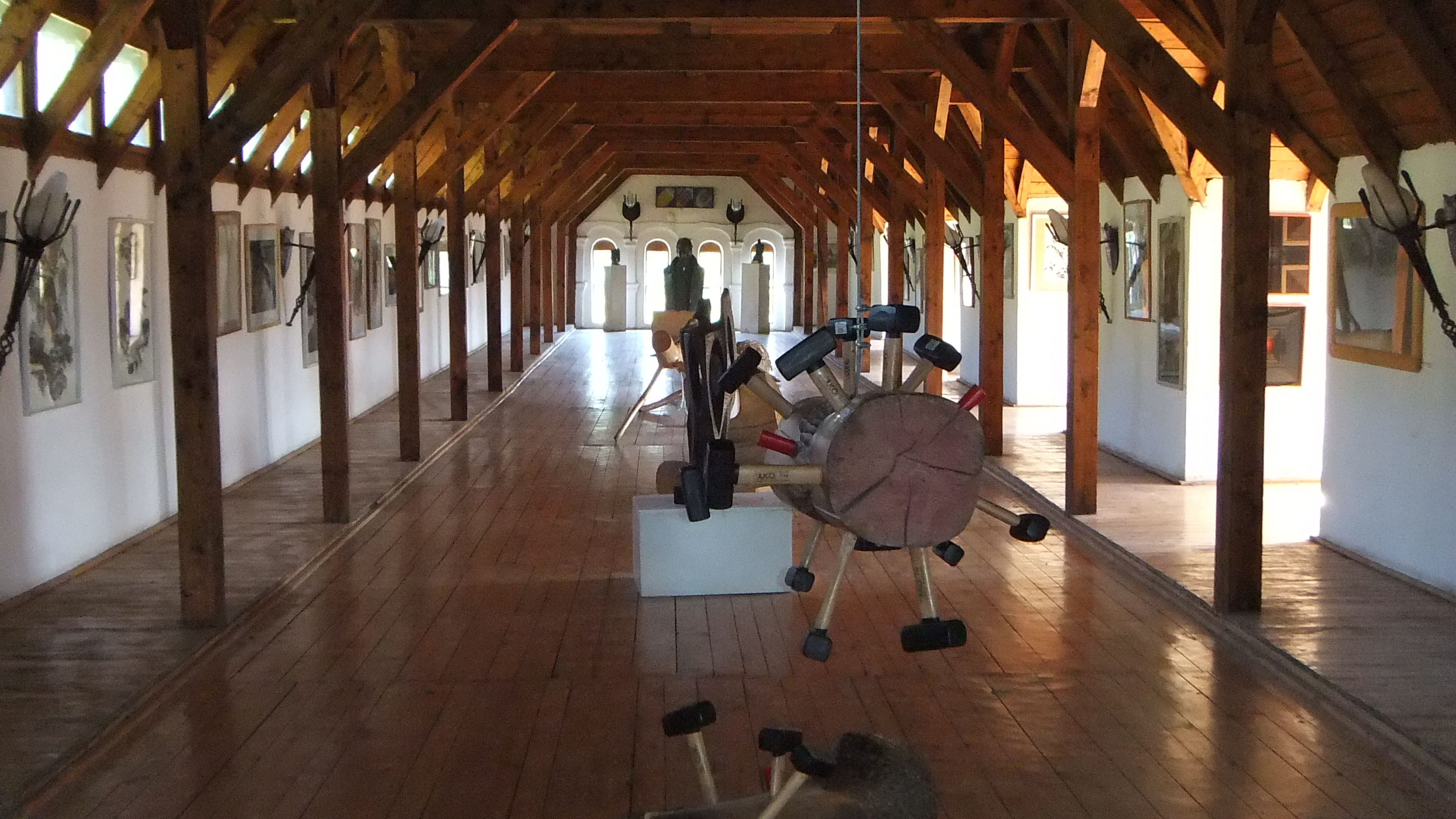
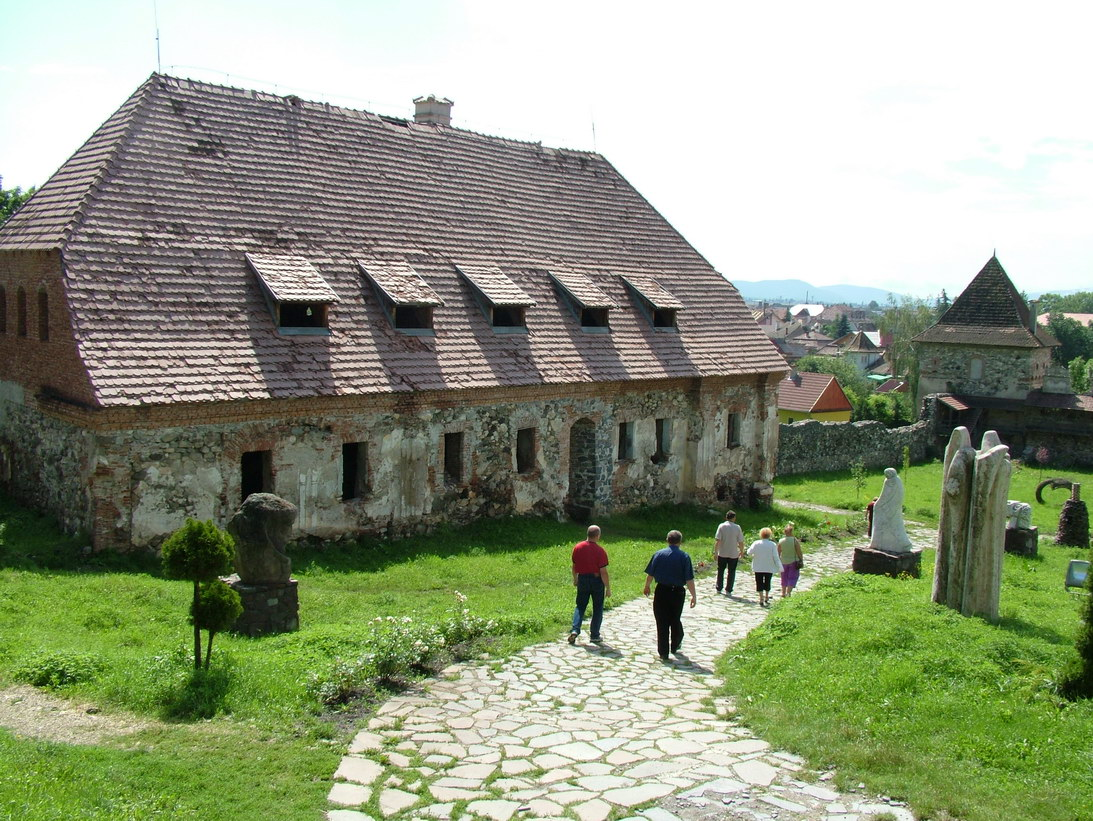
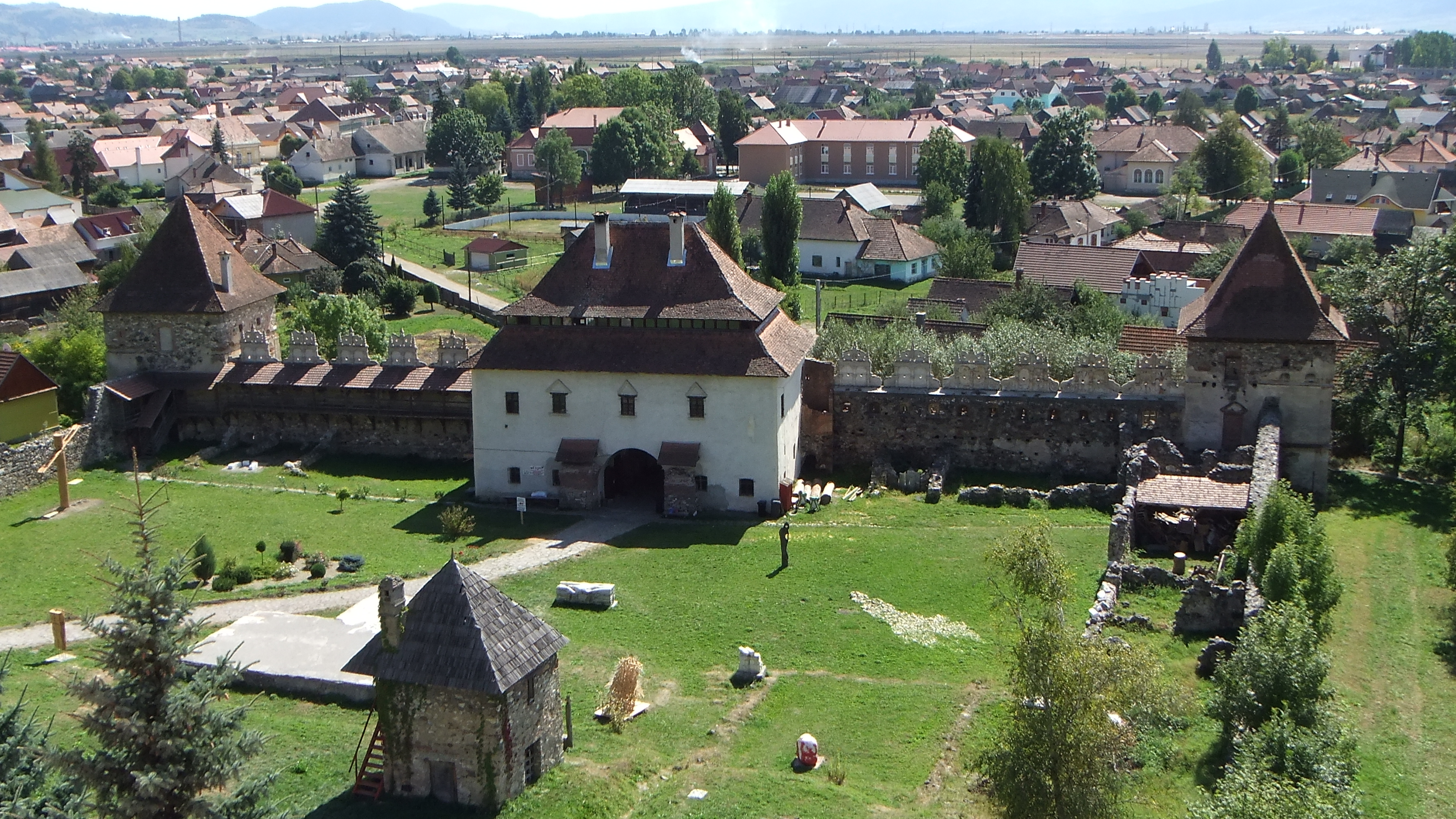
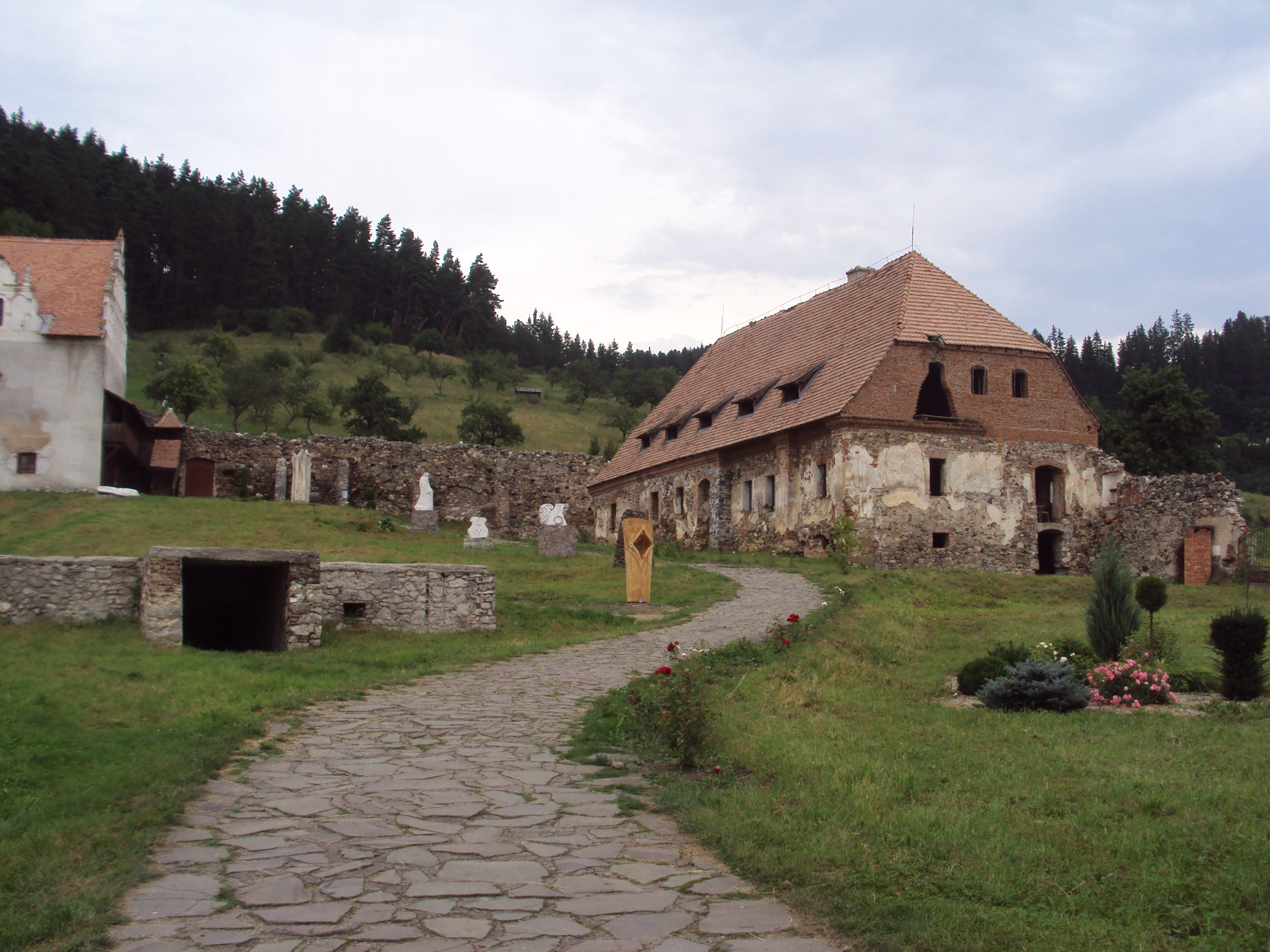
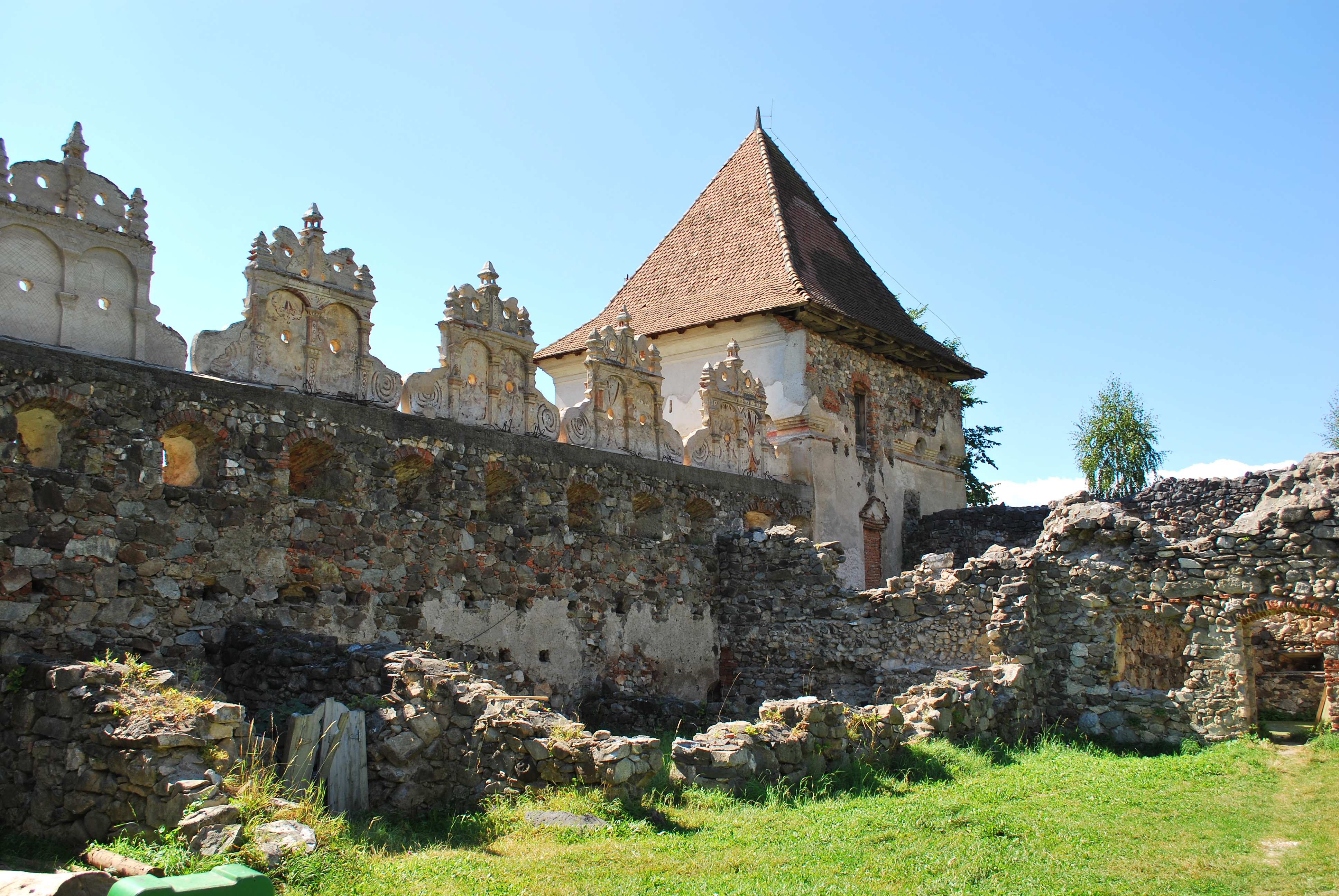
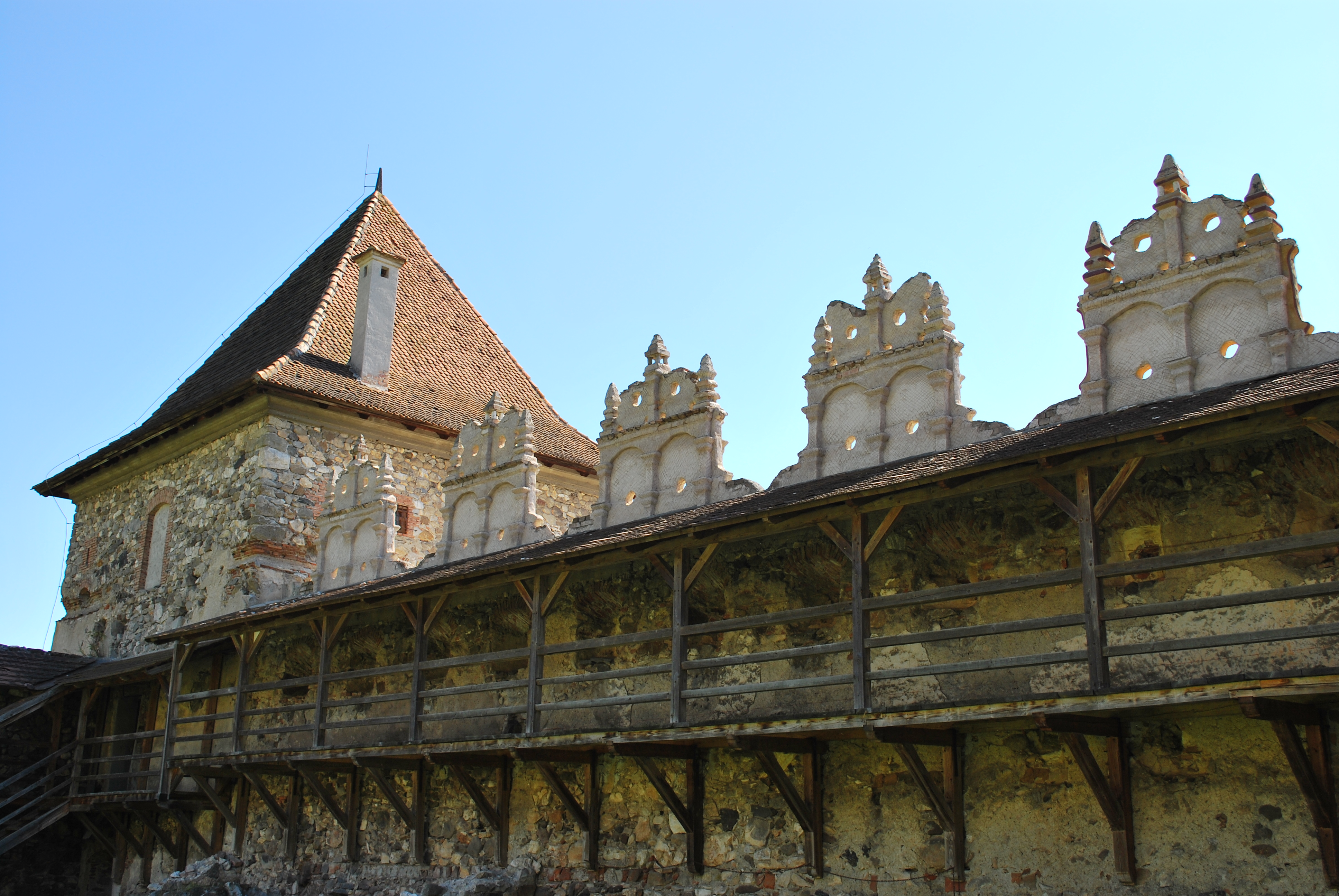
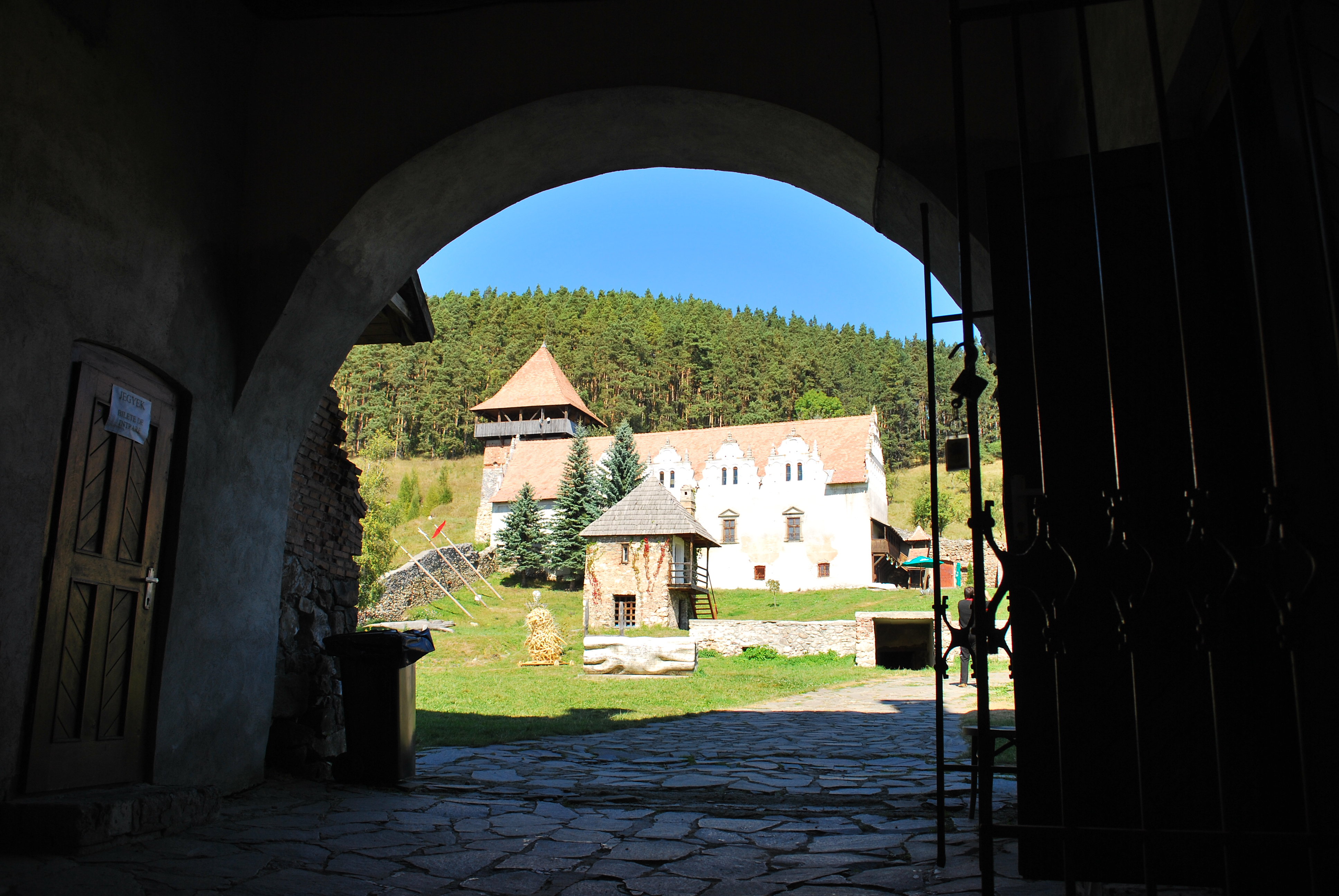
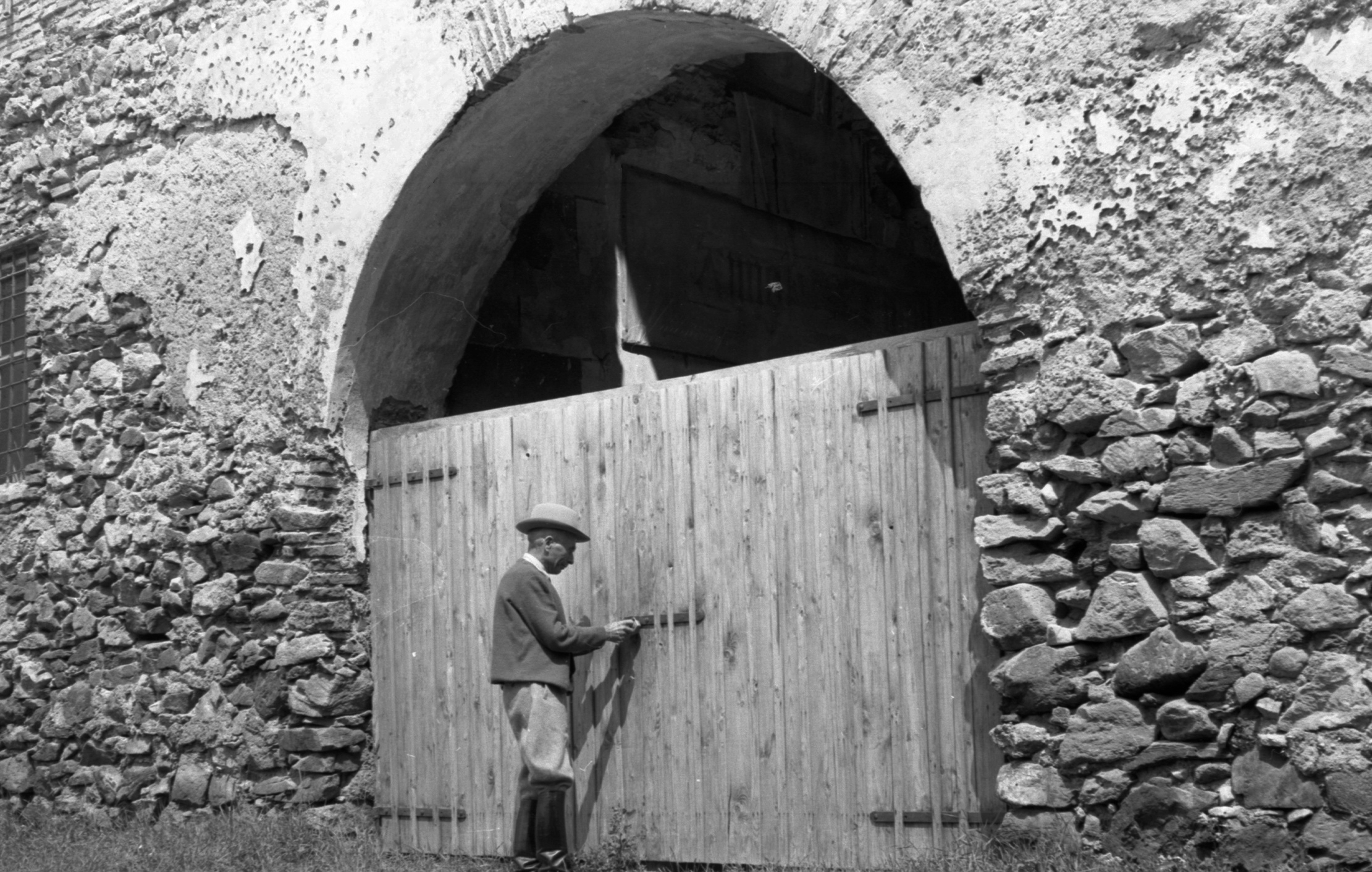